# Biblioteca Brasiliana Guita e José Mindlin
El proyecto de la Biblioteca Brasiliana Guita e José Mindlin (BBM) se inició en enero de 2005 a fin de abrigar e integrar la colección brasiliana reunida a lo largo de más de ochenta años por el bibliófilo José Mindlin y su esposa Guita. El acervo donado a la Universidad de São Paulo, en 2006, reúne material sobre el Brasil, incluso importantes escrituras y publicaciones hechas por brasileños, obras que son importantes para el conocimiento y comprensión de la cultura e historia del país. El conjunto es constituido por obras de literatura, historia, relatos de viajeros, manuscritos históricos y literarios, documentos, periódicos, mapas, libros científicos y didácticos, iconografías y libros de artistas.
Inaugurado el 23 de marzo de 2013, el edificio de la Biblioteca Brasiliana Guita y José Mindlin se ubica en la Cidade Universitária, al lado de la Praça da Reitoría, entre la Avenida Professor Luciano Gualberto y la Rua da Biblioteca  s/n (Zona Oeste de São Paulo). Son 32,2 mil títulos que corresponden a aproximadamente 60 mil volúmenes.
Entre las partes que componen  el acervo de la BBM están las primeras ediciones de escrituras originales, manuscritos, mapas, diarios, álbumes de arte, periódicos, etc.

## El edificio de la BBM
El edificio fue inaugurado en 23 de marzo de 2013 y tuvo la participación del Rector de la USP, João Grandino Rodas, del prefecto de São Paulo, Fernando Haddad y de la ministra de la Cultura, Marta Suplicy.
El edificio, a la vez que abriga el acervo de la BBM, también abriga las colecciones del Instituto de Estudos Brasileiros (IEB) y cuenta con la librería EDUSP, cafetería, aulas, sala de exposiciones y auditorio con capacidad para 300 personas. 
El proyecto de arquitectura fue desenvuelto por las oficinas de Eduardo de Almeida y Rodrigo Mindlin Loeb junto a la asesoría de la Faculdade de Arquitectura y Urbanismo. 
Las bibliotecas americanas más conceptuadas, como: Beinecke Library de la  Universidad de Yale, Morgan Library, New York Public Library, Library of Congress y La Biblioteca Nacional de París fueron referência para el proyecto de la Biblioteca Brasiliana.

## Historia
En 2002, el profesor István Jancsó, directora del Instituto de Estudos Brasileiros (IEB) de la USP, concibió, junto con José Mindlin, el proyecto de construcción de un moderno edificio complejo capaz de abrigar las dos importantes colecciones de USP (la del IEB, fundado en 1962 por el historiador Sérgio Buarque de Holanda y la de José y Guita Mindlin). La Biblioteca Brasiliana Guita y José Mindlin, como institución de la Universidade de São Paulo, fue creada en función de este proyecto (iniciado en 2005) y la donación del acervo fue confirmada en ceremonia realizada en 17 de mayo de 2006. La nueva sede de la Biblioteca Brasiliana Guita e José Mindlin fue inaugurada en 23 de marzo de 2013.
La colección era, en principio, guardada en la biblioteca particular de José Mindlin, que se encontraba en su propia residencia, en el barrio de Brooklyn. Una parte del acervo que fue donado a la universidad era, en verdad, de Rubens Borba de Moraes, bibliófilo que dejó su biblioteca a José y Guita Mindlin antes de morir.
El propio José Mindlin pidió a su nieto,  Rodrigo Mindlin Loeb, que hiciera el proyecto de arquitectura del edificio de la biblioteca.

## Acervo
El acervo posee obras sobre el Brasil, incluso obras de autores brasileños y extranjeros.En el acervo se puede encontrar algunas obras raras y famosas, como, por ejemplo:
- La primera edición de O Guarany (1857), de José de Alencar, que llevó cerca de 17 años hasta ser concluida.

- Traducciones hechas por escritores brasileños, como, por ejemplo, la traducción de Os dez trabalhadores do mar, de Victor Hugo, hecha por Machado de Assis en 1866.

- Algunos libros raros o famosos por sus dedicatorias, como un ejemplar de  Tu, Só Tu, Puro Amor, también de Machado, dedicado a Joaquim Nabuco.

- Algunos manuscritos, como: el original de Banguê, de José Lins do Rêgo, 29 cuadernos-diarios de la Condessa do Barral, y una serie de originales de Graciliano Ramos y Guimarães Rosa.[6]

## Actualidad
Actualmente, la biblioteca posee sala multiuso con la función de exhibir exposiciones artísticas y literarias. Las exposiciones son siempre temporarias. En el edificio hay también un auditorio en que, generalmente, ocurren exhibiciones artísticas, como, por ejemplo: orquestas, obras de teatro, entre otros.
Para tener acceso a los libros de la biblioteca es necesario entrar en contacto con antecedencia para conseguir la autorización. Además de eso, todo el espacio es libre para visitas.
El equipo técnico y competente de Bibliotecarios (uno de ellos es Rodrigo M. Garcia) del Servicio de Biblioteca y Documentación (SBD) es el encargado de gestionar la colección física desde el tratamiento de la información, la curaduría de obras, el servicio de referencia, la adquisición; y también la colección digital, desde todo el proceso de digitalización hasta la disponibilidad de versiones digitalizadas en su Biblioteca Digital (BBM Digital).

## Estructura
La biblioteca se encuentra dentro de un conjunto arquitectónico de 22 mil metros cuadrados que estructuran: café, librería, auditorio, salas de acervo, salas de estudios, salas de clase, administración consulta y restauro de obras. Además de eso, las dos bibliotecas continúan separadas con su acervo, el acceso es hecho por una gran explanada cubierta. 
La biblioteca tiene el formato cuadrangular y es compuesta en dos piso, con ventanas panorámicas y con vista para el centro del edificio. 
En la parte interior de la planta baja se encuentran dos murales con informaciones sobre la vida de José Mindlin y su biblioteca. Las informaciones están en forma de línea del tiempo. Además de eso, hay muchos murales que agregan más informes sobre el acervo, las obras y los autores. 
El proyecto arquitectónico de la biblioteca posee aplicaciones de un concepto bioclimático que protege y mantiene preservadas diversas obras raras.

## En la Internet
La biblioteca posee un acervo en línea, donde se puede encontrar todo el catálogo de libros. Ese acervo corresponde a todo el acervo de la Universidad de São Paulo (USP).
La BBM digital existe y proporciona más de 3.000 títulos en acceso abierto. Esas obras son compuestas por diversos autores famosos como, por ejemplo, José de Alencar.